# Searsia chirindensis
Searsia chirindensis är en sumakväxtart som först beskrevs av Baker f., och fick sitt nu gällande namn av Moffett. Searsia chirindensis ingår i släktet Searsia och familjen sumakväxter. Inga underarter finns listade i Catalogue of Life.